# Étienne-Benjamin Martineau
Pour les articles homonymes, voir Martineau.
Étienne-Benjamin Martineau est un homme politique français né le 17 juin 1765 à La Chapelle-Thémer (Vendée) et décédé le 7 novembre 1828 à Saint-Fulgent (Vendée).
Médecin à Saint-Fulgent, il est député de la Vendée en 1815, pendant les Cent-Jours.

## Sources
- « Étienne-Benjamin Martineau », dans Adolphe Robert et Gaston Cougny, Dictionnaire des parlementaires français, Edgar Bourloton, 1889-1891 [détail de l’édition]